# LSV Adler Tarnowitz
Der Luftwaffen-Sportverein Adler Tarnowitz war während des Zweiten Weltkriegs ein deutscher Militärsportverein aus dem oberschlesischen Tarnowskie Góry
(dt. Tarnowitz) im besetzten Polen. 

## Geschichte
Mit Beginn des Zweiten Weltkriegs besetzte die Wehrmacht Polen. Im Oktober 1939 wurde das seit 1922 polnische Ostoberschlesien wieder an das Reichsgebiet angeschlossen.
Der 1939 in Frankfurt (Oder) gegründete Verein LSV Frankfurt (Oder) erhielt 1942 mit Verlegung der Luftwaffeneinheit an den Standort Tarnowitz, einem wichtigen Eisenbahnknotenpunkt in Oberschlesien, den Namen LSV Adler Tarnowitz, nahm infolgedessen auch an der Aufstiegsrunde für die zehn Mannschaften umfassende höchste Spielklasse, der Gauliga Oberschlesien, teil und qualifizierte sich als Zweitplatzierter für diese. 
In den Reihen der „Adler“ traten einige Wehrdienst leistende Spieler aus bekannten Vereinen an. Die oberschlesische Presse stellte vor der Eröffnung der Saison 1942/43 die Stammelf vor, deren Durchschnittsalter mit 21 Jahren angegeben wurde: Kersten (Schultheiß Berlin); Göbel (VfL Bochum), Uhlig (Blau-Weiß Berlin); Papen (VfL Bochum), Walter (VfB Auerbach), Wiesener (DSK Wittkowitz); Gulatz (07 Gelsenkirchen), Mai (Kray 04), Baum (Minerva 93 Berlin), Appel (Berliner SV 92), Ziekow (Concordia Berlin).
Die Mannschaft um den Berliner Nationalspieler Hans „Hänschen“ Appel sorgte vom ersten Spieltag an mit hohen Siegen in der Gauliga für Furore und übernahm sofort die Tabellenspitze: Mit 10:0 wurde der TuS Hindenburg 09, mit 17:1 der 1. FC Kattowitz und mit 3:0 Vorwärts-Rasensport Gleiwitz besiegt. Nach sieben Spieltagen führten die „Adler“ ungeschlagen und deutlich die Tabelle mit 12:2 Punkten und 48:5 Toren an.
Völlig überraschend erschien unter der Überschrift „Die Adler nicht mehr dabei“ am 18. November 1942 eine Pressemeldung über eine „sensationelle Wendung“ in der Liga: Der Verein habe „seine Mannschaft von der Meisterschaft zurückgezogen“. Am folgenden Tag teilte die Presse unter Berufung auf das Fachamt Fußball mit, dass sämtliche Spiele des Vereins nicht gewertet würden.
Über die Gründe des Rückzugs gab keine der Zeitungen Auskunft. Der Fußballhistoriker Hardy Grüne schreibt in seinem „Vereinslexikon“ von einem kriegsbedingten Rückzug. Tatsächlich wurde das Regiment nach Rippin in Westpreußen verlegt. Ob der Verein dort unter neuem Namen weiter bestand oder ein neuer Verein gegründet wurde, ist unbekannt.